# Godlike
Godlike è il sesto album in studio del gruppo musicale australiano Thy Art Is Murder, pubblicato nel 2023.

## Pubblicazione
La pubblicazione del disco era prevista per il 15 settembre 2023. Tuttavia, il 12 settembre viene annunciato che questa sarebbe avvenuta il 22 settembre seguente. La motivazione di questa posticipazione, secondo quanto rivelato sui social media dalla band il 23 settembre, giorno dopo l'uscita del disco, è dovuta al fatto di aver licenziato il cantante CJ McMahon a sua insaputa. L'album presenta quindi voci ri-registrate dal cantante Tyler Miller, con McMahon quindi rimosso dall'album. Secondo una dichiarazione della band, la scissione è in parte dovuta ai "recenti commenti transfobici" di McMahon.

## Tracce
1. Destroyer of Dreams – 4:39
2. Blood Throne – 3:23
3. Join Me in Armageddon – 4:38
4. Keres – 3:36
5. Everything Unwanted – 5:05
6. Lesson in Pain – 4:05
7. Godlike – 4:14
8. Corrosion – 3:49
9. Anathema – 3:29
10. Bermuda – 3:14

## Formazione
- Tyler Miller – voce
- Andy Marsh – chitarra
- Sean Delander – chitarra
- Kevin Butler – basso
- Jesse Beahler – batteria